# Play (Jüri Pootsmann-dal)
A Play (magyarul: Játssz!) az észt Jüri Pootsmann dala, mellyel Észtországot képviselte a 2016-os Eurovíziós Dalfesztiválon, Stockholmban. A dal az ERR által szervezett nemzeti döntőben nyerte el az eurovíziós indulás jogát 2016. március 5-én.

## Eurovíziós Dalfesztivál
A dalt az Eurovíziós Dalfesztiválon a május 10-i első elődöntőben adta elő, fellépési sorrendben tizenharmadikként az Ausztriát képviselő Zoë Loin d’ici című dala után, és az Azerbajdzsánt képviselő Samra Miracle című dala előtt. Az elődöntőben a tizennyolcadik, utolsó helyen végzett, így nem jutott tovább a május 14-i döntőbe.
A következő észt induló Koit Toome és Laura Verona című dala volt a 2017-es Eurovíziós Dalfesztiválon.